# Receptor del péptido natriurético auricular
Un receptor del péptido natriurético auricular es un receptor del péptido natriurético auricular. 

## Mecanismo
NPRA y NPRB están unidos a guanilil ciclasas, mientras que NPRC está unido a la proteína G y es un "receptor de eliminación" que actúa para internalizar y destruir el ligando.
La activación por ANP del receptor catalítico de ANP estimulará su actividad intracelular de guanilil ciclasa para convertir GTP en cGMP. El GMPc luego estimulará la proteína quinasa (PKG) dependiente de GMPc, que luego inducirá la relajación del músculo liso. Esto es particularmente importante en la vasculatura, donde el músculo liso vascular unirá el ANP liberado como resultado del aumento de la presión auricular derecha y hará que las paredes de la vasculatura se relajen. Esta relajación disminuirá la resistencia periférica total, lo que a su vez disminuirá el retorno venoso al corazón. La disminución del retorno venoso al corazón reducirá la precarga y provocará que el corazón tenga que hacer menos trabajo.
También existe una guanilil ciclasa soluble que no puede ser estimulada por ANP. En cambio, las células endoteliales vasculares utilizarán L-arginina para producir óxido nítrico a través del óxido nítrico sintasa. El óxido nítrico luego se difundirá hacia el músculo liso vascular y activará la guanilil ciclasa soluble. El aumento posterior de cGMP provocará vasodilatación con los mismos efectos descritos anteriormente. Esta es la razón por la que se le administra nitroglicerina a una persona que sufre un ataque cardíaco. La nitroglicerina se metabolizará en óxido nítrico, que estimulará la guanilil ciclasa soluble. Esto dará como resultado una disminución de la resistencia periférica total y una disminución de la precarga del corazón. Como resultado, el trabajo realizado por el corazón disminuirá y permitirá que el corazón se contraiga con menos fuerza. Las contracciones más débiles provocarán un mayor flujo sanguíneo en las arterias coronarias, lo que ayudará a los miocitos cardíacos isquémicos.

## Tipos
Hay tres receptores distintos del factor natriurético auricular identificados hasta ahora en los mamíferos: los receptores del péptido natriurético 1, 2 y 3.